# Seebeck-Strubensee

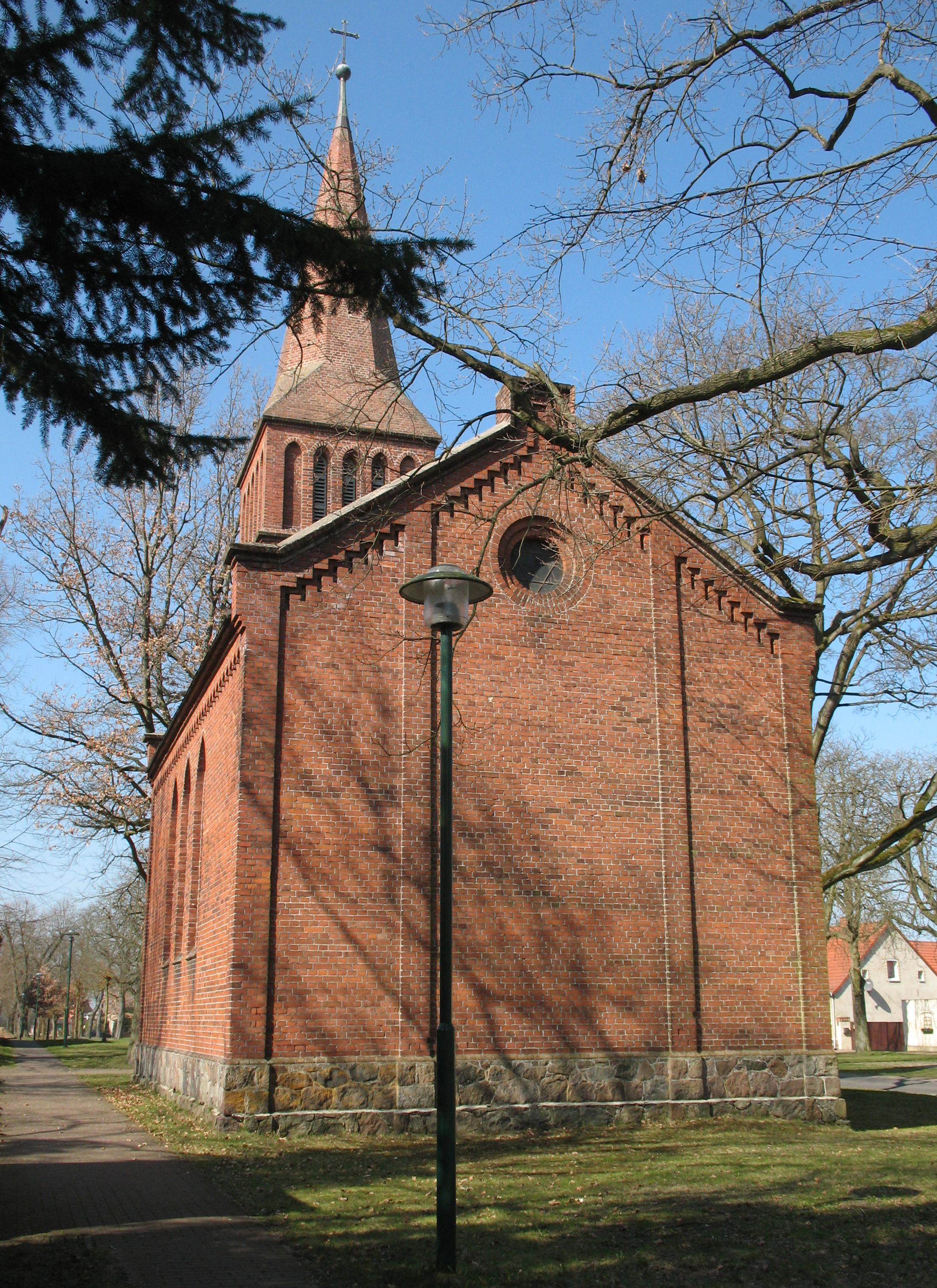
Dorfkirche Seebeck

Seebeck-Strubensee war der Name einer Gemeinde im brandenburgischen Landkreis Ostprignitz-Ruppin.
Die Gemeinde war zum 1. Mai 1970 aus der Zusammenlegung der beiden Gemeinden Seebeck und Strubensee entstanden. 1992 schloss sie sich zur Erledigung ihrer Verwaltungsgeschäfte mit anderen Gemeinden zum Amt Lindow (Mark) zusammen. Im Zuge der kommunalen Neuordnung in Brandenburg schloss sie sich am 31. Dezember 2001 mit der Gemeinde Vielitz zur neuen Gemeinde Vielitzsee zusammen. Seither sind Seebeck und Strubensee Ortsteile der Gemeinde Vielitzsee.
Zum Zeitpunkt der Auflösung der Gemeinde lag die Einwohnerzahl bei 309.